# براندون بورتون
براندون بورتون (بالإنجليزية: Brandon Burton)‏ هو لاعب كرة قدم أمريكية أمريكي، ولد في 31 يوليو 1989 في ألمانيا.

## وصلات خارجية
- براندون بورتون على موقع إي إس بي إن.كوم (أن.أف.أل)3
- براندون بورتون على موقع مرجع كرة القدم المحترفة.كوم (الإنجليزية)